# Lord-lieutenant de Wexford
Ceci est une liste de personnes qui ont servi comme Lord Lieutenant de Wexford. L'office a été créé le 23 août 1831. Les nominations au poste se sont terminées par la création de l'État libre d'Irlande en 1922.
- 1er baron Carew 7 octobre 1831 – 2 juin 1856
- 2e baron Carew 5 juillet 1856 – 8 septembre 1881
- Lord Maurice FitzGerald 2 novembre 1881 – 14 avril 1901
- 6e comte de Courtown 27 juillet 1901 – 1922